# Jorge Pintanell
Jorge Pintanell (Barcelona, 14 de junio de 1930 - Barcelona, 4 de diciembre de 2017) fue un futbolista español que se desempeñó como lateral derecho en el F.C. Barcelona a partir de la temporada 1948/49.

## Biografía
Nació en Barcelona, en el barrio de Gràcia. En sus inicios jugó en el Sant Boi Club de Futbol. Antes de pasar a jugar al C.D. Condal, formó parte del equipo del C.E. Europa, con el que ganó una liga de tercera división.

## Clubes y estadísticas

### Trayectoria
| Equipo         | país   | temporadas | partidos | goles |
| -------------- | ------ | ---------- | -------- | ----- |
| C.D. Condal    | España | 1948-1949  | 22       | 2     |
| F.C. Barcelona | España | 1949-1958  |          |       |
| C.D. Condal    | España | 1958-1960  | 19       | 3     |